# Władysław Herman (zootechnik)
Władysław Herman (ur. 8 sierpnia 1901 we Lwowie, zm. 28 grudnia 1981) – polski zootechnik, profesor hodowli i żywienia zwierząt we Lwowskim Instytucie Weterynaryjnym, żołnierz Wojska Polskiego II RP, komendant Okręgu Stanisławów AK, prof. SGGW.

## Życiorys
W II Rzeczypospolitej został docentem hodowli zwierząt w Akademii Medycyny Weterynaryjnej we Lwowie. Przed wyborami parlamentarnymi do Sejmu RP w 1935 został mianowany komisarzem wyborczym w okręgu wyborczym nr 72.
W czasie wojny obronnej 1939 służył w 40 pułku piechoty Dzieci Lwowskich broniąc odcinka łyczakowskiego we Lwowie.
W grudniu 1939 wstąpił do Związku Walki Zbrojnej. Początkowo pełnił funkcję inspektora okręgowego, a od lipca 1942 – szefa Wydziału I Organizacyjnego Komendy Okręgu Lwów AK. Nosił pseudonim „Felczer”. Jako komendant Okręgu Stanisławów AK starał się uchronić polską ludność przed napadami oddziałów UPA. Schwytany przez NKWD i więziony.
W latach 1941–1944 działał w konspiracyjnym nauczaniu we Lwowie.
Po wojnie uzyskał tytuł naukowy profesora nadzwyczajnego, a następnie profesora zwyczajnego. Od 1948 do 1971 był prof. SGGW w Warszawie. W latach 1946–1971 kierował Katedrą Hodowli Ogólnej Zwierząt w Szkole Głównej Gospodarstwa Wiejskiego w Warszawie.
Władysław Herman był autorem licznych prac naukowych i popularyzacyjnych z zakresu hodowli głównie drobnego inwentarza, m.in. Hodowla zwierząt futerkowych (wyd. 2, 1970)

## Odznaczenia
Za swoją działalność w strukturach AK odznaczony Krzyżem Srebrnym Orderu Virtuti Militari i Krzyżem Walecznych. Za pracę naukową otrzymał m.in. Krzyż Oficerski Orderu Odrodzenia Polski oraz wiele innych odznaczeń.